# Peacock
"Peacock" é uma canção da artista musical estadunidense Katy Perry, contida em seu terceiro álbum de estúdio Teenage Dream (2010). Inicialmente, a gravadora de Perry foi contra a ideia de incluir a faixa no disco devido a seu conteúdo lírico sugestivo a uma genitália masculina. Anteriormente, ocorreu o mesmo conflito em relação à "I Kissed a Girl" (2008), no qual ela também insistiu em alinhar ao seu material. A obra recebeu revisões geralmente negativas da mídia especializada e, musicalmente, foi comparada com "Hey Mickey" (1982), de Toni Basil, e "Hollaback Girl", (2005) de Gwen Stefani.
A canção obteve um bom desempenho comercial, apesar de não ter sido lançada como single. Alcançou o topo da Hot Dance Club Songs da revista Billboard, tornando-se a terceira faixa do disco a conseguir este feito na tabela. Perry apresentou "Peacock" em várias ocasiões, sendo incluída no repertório de sua turnê mundial California Dreams (2011-12). Enquanto interpretava a faixa, a cantora geralmente usava trajes coloridos ou brilhantes.

## Antecedentes
"Peacock" foi composta por Perry juntamente com Mikkel S. Eriksen, Tor Erik Hermansen e Ester Dean, sendo produzindo pelos três últimos. De acordo com a cantora, o ponto principal de compor a faixa foi de brincar com as palavras. Durante a gravação de Teenage Dream, a artista relembrou que disse para as pessoas que seu trabalho era do jeito "Olhe, eu tenho muitas joias, mas não tenho a coroa. Eu realmente não tenho essas canções de orgulho gay". Ela decidiu então retornar ao estúdio e trabalhar com a equipe norueguesa Stargate. Durante a sessão, eles elaboraram outras faixas, incluindo "Firework".
Originalmente, a gravadora de Perry, Capitol, se opôs a incluir "Peacock" no alinhamento de Teenage Dream por ser muito controversa, com a cantora declarando: "Eles estavam preocupados por causa da palavra 'cock' (pênis) e eu tive um déjà vu, pois fizeram a mesma coisa com 'I Kissed a Girl'." A artista recusou a proposta de retrabalhar na música para que fosse menos controversa: "Eles disseram: 'Nós não vemos isso como um single, nem queremos isso no álbum.' E eu disse: 'Vocês são idiotas.'" Quando perguntada sobre a faixa, ela relata: "Espero que seja um hino do orgulho gay. Pavões representam muito a individualidade.... Não é como se fosse 'Eu quero ver seu pênis.'", esclarecendo que "tem a palavra 'cock' na música, mas também há arte por trás dela. Depende da forma que você a vê."

## Composição
"Peacock" é uma faixa dance-pop de andamento acelerado que incorpora elementos da house music, com uma duração máxima de três minutos e cinquenta e dois segundos. De acordo com a partitura publicada pela Alfred Publishing Co., Inc., a música está composta na tonalidade de ré menor e no tempo de assinatura comum infundida no metrônomo de cento e trinta e oito batidas por minuto. O alcance vocal da cantora abrange mais de uma oitava entre as notas de si♭3 à de Ré5. Liricamente, a canção contém duplo sentido com um teor sugestivo. Willa Paskin, do New York Magazine, observou que Perry fez o óbvio com o gancho da obra, comentando: "Ela usou um termo comum para pênis e fez isso significar pênis!" Paskin também declarou que "Peacock" talvez seja o exemplo mais ultrajante de um jogo de palavras inteiramente óbvio". Em entrevista à MTV News, a intérprete afirmou gostar de usar trocadilhos e duplos sentidos e geralmente busca formas de incorporá-los em seu material. Os críticos compararam-na com "Hey Mickey" (1982), de Toni Basil, devido ao seus ritmos semelhantes e à utilização de trocadilhos. Leah Greenblatt, da Entertainment Weekly, adjetivou a faixa como um "um renascimento descaradamente vazio do single de Basil." Rob Sheffield, da revista Rolling Stone, notou que ambas as canções possuem a mesma série de batidas e pensou em "Peacock" como uma sequência de "Hollaback Girl" (2005), interpretada por Gwen Stefani.

## Crítica profissional

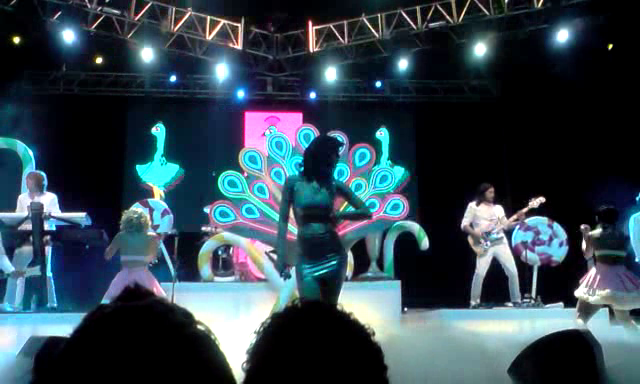
Perry apresentando "Peacock" em Budapeste.

Greg Knot, do jornal Chicago Tribune, disse que "Peacock" adapta o ritmo de "Hey Mickey" de Basil em uma metáfora sugestiva que "pouco se qualifica como uma piada de mau gosto e muito menos como uma canção." Stephen Thomas, do Allmusic, comentou que a cantora destacou-se por sua "vulgaridade desesperada". Thomas concluiu: "Toda esta provocação estilizada é desgastante, e não é só porque tem muita coisa disso (na verdade, nada disso é despertador). É desgastante, porque, em seu coração, Perry é uma mulher à moda antiga e não está investido em nada nessas suas brincadeiras agressivas."
Em sua avaliação da música, Elysa Gardner, do USA Today, aconselhou as pessoas que comprarem Teenage Dream a pular esta faixa. Matthew Cole, da Slant Magazine, achou difícil pensar em uma canção "mais bruta ou mais irritante" do que "Peacock". Ele acreditou que todos os comentários sobre Teenage Dream discutiriam a obra, por ser "potencialmente histórico em sua ruindade, ao ponto de que, uma vez que você ouviu isso, você também terá de descrevê-la para outras pessoas apenas pra se convencer de que isso realmente existe." Mikael Madeira, da revista Spin, observou que a composição contém um duplo sentido que "até mesmo uma artista como a Kesha poderia achar rude."
Rudy Klapper, do portal Sputnikmusic, disse que apostaria que "Peacock" "nunca verá a luz do dia, principalmente porque é uma música terrível com um duplo sentido tão brusco que faria Kesha envergonhar-se". Klapper também comentou que as letras não harmonizam-se com as habilidades de escrita de Perry. A análise de Chris Richards, do The Washington Post, para a canção também foi negativa. Falando sobre como ganchos Teenage Dream são "cativantes, mas rapidamente começam a corroer os ouvintes se prestarem mais atenção às palavras", ele citou "Peacock" como um dos exemplos. Ao descrever seu refrão como "uma lagarta da mais alta ordem", ele disse que "algumas das letras são o suficiente para fazer as pessoas apertarem os dentes". Bill Lamb, do About.com, foi mais positivo, considerando a faixa agradável para cantar-se junto.

## Apresentações ao vivo e outras versões

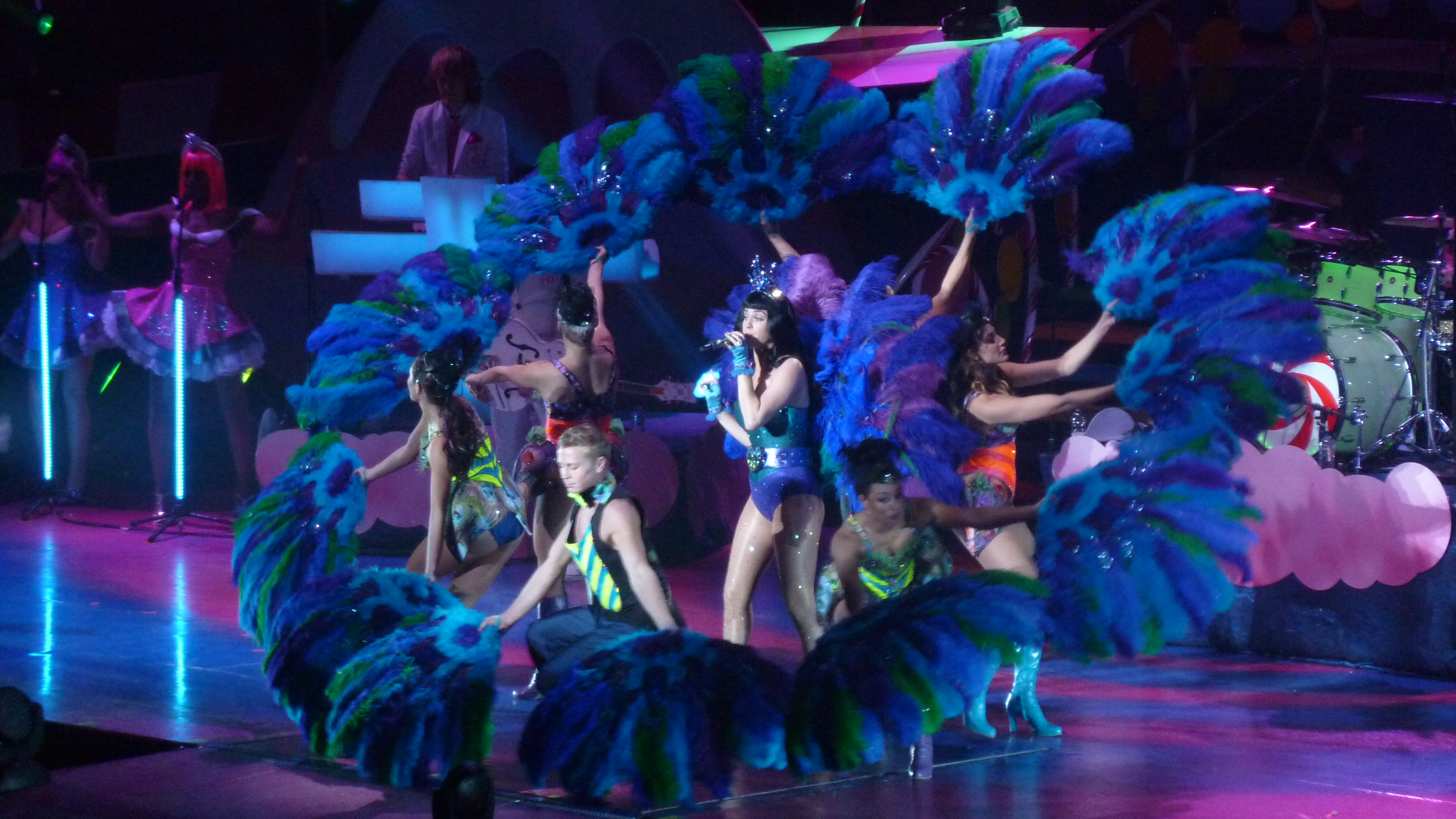
Perry apresentando "Peacock", durante a California Dreams Tour, em 2011.

Para a maioria das performances de "Peacock", a cantora geralmente vestia um bustiê água-marinha brilhante, com penas presas a parte de trás de seu traje, assemelhando-se a uma calda de pavão. Antes do lançamento do disco, Perry estreou a canção no início de agosto de 2010, enquanto apresentava-se no MTV World Stage na Malásia. O palco contava com cupcakes em tamanho natural, dançarinas de fundo caracterizadas como bengalas doces e um vídeo de um olho azul rodeado por penas de pavão sendo executado no pano de fundo. Enquanto dançava no palco, Perry usou um corpete e um tutu branco.
Em novembro de 2010, Perry também interpretou a faixa na Roseland Ballroom em Nova Iorque. Para a apresentação ela usava um collant roxo com desenhos de cupcakes. A artista também incluiu a faixa no repertório de sua segunda turnê mundial California Dreams (2011-12). Jim Abbott, do jornal Orlando Sentinel, sentiu que as performances do concerto, tais como a de "Peacock", foram um dos destaques para a excursão da intéprete.
A revista The Advocate, voltada para o público LGBT, chamou "Peacock" de "muito gay". Ryan James Yezak, que já havia parodiado "California Gurls" de Perry, gravou sua própria versão para "Peacock". Em dois dias, o vídeo já havia contabilizado mais de cento e trinta mil visualizações na sua conta oficial no YouTube, um número inferior comparado a outras paródias já feitas por Yezak.

## Faixas e formatos
O remix de "Peacock" produzido por Cory Enemy & Mia Moretti, também incluso na edição deluxe de Teenage Dream, foi lançado separadamente na iTunes Store em 26 de março de 2012.
| Download digital de remix |                                            |         |  |
| N.º                       | Título                                     | Duração |  |
| 1.                        | "Peacock" (Cory Enemy & Mia Moretti Remix) | 5:32    |  |

## Créditos
Lista-se abaixo os profissionais envolvidos na elaboração de "Peacock", de acordo com o encarte do álbum Teenage Dream:
| - Katy Perry: vocal principal, vocal de apoio, composição - Stargate: composição, produção, e instrumentos - Ester Dean: composição eprodução | - Serban Ghenea: mixagem - John hanes: engenharia - Tim Roberts: assistente de engenharia |

## Desempenho nas tabelas musicais
Apesar de não ter sido lançada como single, "Peacock" conseguiu entrar em algumas paradas ao redor do mundo. A canção alcançou o 56º lugar na Canadian Hot 100. Obteve um desempenho semelhante na República Checa, onde figurou na quinquagésima segunda posição como sua melhor. Foi na UK Singles Chart que a composição atingiu o seu posto mais baixo. Na semana de 11 de setembro de 2010, a obra teve um pico de número 125. Nos Estados Unidos, a faixa não conseguiu qualificar-se na Billboard Hot 100, contudo figurou-se no quinto posto da Bubbling Under Hot 100, uma extensão da lista principal. Na tabela genérica Hot Dance Club Songs, também da revista Billboard, o tema teve sua colocação mais alta. Após oito semanas de ascensão na compilação, a música ocupou o primeiro emprego, substituindo "In for the Kill" de La Roux, em 4 de dezembro de 2010. Foi certificada como disco de ouro pela Recording Industry Association of America (RIAA), após comercializar mais de 500 mil cópias no país. Em agosto de 2013, foram registradas mais de 600 de unidades vendidas em território estadunidense, segundo Nielsen SoundScan.
| Tabela musical (2010)                   | Melhor posição |
| --------------------------------------- | -------------- |
| Canadá (Canadian Hot 100)               | 56             |
| Estados Unidos (Bubbling Under Hot 100) | 5              |
| Estados Unidos (Hot Dance Club Songs)   | 1              |
| Reino Unido (UK Singles Chart)          | 125            |
| Chéquia (IFPI Česká Republika)          | 52             |

| País                  | Certificação |
| --------------------- | ------------ |
| Estados Unidos (RIAA) | Platina      |